# Walter Skocik
Walter Skocik (ur. 6 września 1940 w Schwechat) – austriacki piłkarz występujący na pozycji pomocnika oraz trener.

## Kariera klubowa
Skocik rozpoczął w sezonie 1959/1960 w Rapidzie Wiedeń. W lidze austriackiej zadebiutował 20 marca 1960 w wygranym 5:0 meczu WSV Donawitz, a 8 maja 1960 w wygranym 5:0 pojedynku z Wackerem Wiedeń strzelił swojego pierwszego ligowego gola. Wraz z Rapidem czterokrotnie zdobył mistrzostwo Austrii (1960, 1964, 1967, 1968), a także trzykrotnie Puchar Austrii (1961, 1968, 1969).
W 1969 roku przeszedł do SV Wattens i spędził tam dwa sezony. Następnie przeniósł się do klubu SSW Innsbruck, z którym wywalczył dwa mistrzostwa Austrii (1972, 1973) oraz Puchar Austrii (1973). W 1973 roku odszedł do szwajcarskiego drugoligowego klubu FC Fribourg, w którym spędził sezon 1973/1974, będąc tam grającym trenerem.
Potem wrócił do Austrii, gdzie został zawodnikiem drugoligowego zespołu FC Vorarlberg. W sezonie 1974/1975 spadł z nim do trzeciej ligi, po czym klub zmienił nazwę na SW Bregenz, a Skocik został jego grającym szkoleniowcem. Już w pierwszym sezonie awansował z nim do drugiej ligi. W 1979 roku zakończył karierę piłkarza.
W lidze austriackiej rozegrał 305 spotkań i zdobył 41 bramek.

## Kariera reprezentacyjna
W reprezentacji Austrii zadebiutował 29 maja 1960 w wygranym 4:1 towarzyskim meczu ze Szkocją. W latach 1960–1967 w drużynie narodowej rozegrał 14 spotkań.

## Kariera trenerska
W sezonie 1984/1985 zdobył mistrzostwo Grecji z PAOK-iem, a w sezonie 1993/1994 zwyciężył w rozgrywkach 2. Ligi z LASK Linz.

### Debiuty
- Bundesliga (Rapid Wiedeń): 17 sierpnia 1979 przeciwko First Vienna FC 1894 (0:0)[5]
- Primera División (UD Las Palmas): 4 września 1982 przeciwko Realowi Sociedad (1:1)[5]
- Alpha Ethniki (AE Larisa): 4 września 1983 przeciwko Panioniosowi (0:1)[5]

### Statystyki ligowe
| Rozgrywki        | Poziom | Kraj      | Mecze | Z  | R  | P  |
| ---------------- | ------ | --------- | ----- | -- | -- | -- |
| Bundesliga       | I      | Austria   | 187   | 74 | 50 | 63 |
| 2. Liga          | II     | Austria   | 242   | 99 | 69 | 74 |
| Alpha Ethniki    | I      | Grecja    | 129   | 52 | 29 | 48 |
| Primera División | I      | Hiszpania | 16    | 2  | 5  | 9  |